# Giv'at Šana
Giv'at Šana (hebrejsky: גבעת שנה) je vrch o nadmořské výšce 167 metrů v severním Izraeli.
Leží v jihozápadní části pohoří Karmel, cca 18 kilometrů jižně od centra Haify a cca 1 kilometr východně od vesnice Kerem Maharal. Má podobu výrazného návrší se zalesněnými svahy. Kopec tvoří jižní hranici rovinatého a zemědělsky využívaného údolí Emek Maharal, na jižní straně jej ohraničuje zářez údolí vádí Nachal Maharal. Na západním úpatí leží vesnice Kerem Maharal.